# 나기의 휴식
《나기의 휴식》( 일본어: 凪のお暇 나기노오이토마[*] )은 코나리 미사토에 의한 일본의 만화 작품. "Elegance 이브"(아키타 서점)에서 2016년 8월호부터 연재중. 또한, 동사의 WEB 코믹 사이트 "Champion 탭!"에서, 2017년 1월 26일부터 2018년 4월 12일까지 번외편을 연재.누계 부수는 200만부를 돌파하고 있다.2019년 7월 19일부터의 TBS TV의 "금요드라마"에서 드라마화가 결정되었다.

## 줄거리
절약이 취미인 28세 여직원의 주인공·오오시마 츠토무은, 항상 분위기를 읽고 주위에 맞추어 눈에 띄지 않고 겸허하게 행동해, 곱슬머리를 시간에 들여 스트레이트로 정돈하는 등 여자력이 높은 자신을 만들어 가고 있었다.어느 날, 나기를 무시하는 동료들의 험담을 알고, 또 몰래 사귀는 신지가 성행위를 목적으로 하는 취지를 그의 동료들에게 말하고, 과호흡으로 쓰러진다.이후, 회사를 그만두고 가재를 처분해 도심에서 교외로 이사, 모든 인간관계를 끊은 사위는 아예 새로운 생활을 시작한다.